# مسجد كاوناس
مسجد كاوناس (بالليتوانية: Kauno Mečetė)‏ هو المسجد الوحيد في مدينة ومنطقة كاوناس، وهو واحد من أربعة مساجد فقط تتواجد في ليتوانيا، كما يُعد المسجد الوحيد الذي بُني من الطوب في ليتوانيا ودول البلطيق. كان المسجد في الأول مُشيدا بالخشب، لكن في سنة 1930 تم إعادة تشييده بالطوب بمُساعدة من حكومة ليتوانيا. في ذلك الوقت، كانت كاوناس العاصمة المُؤقتة لليتوانيا.